# Grand Prix Rosji 2015

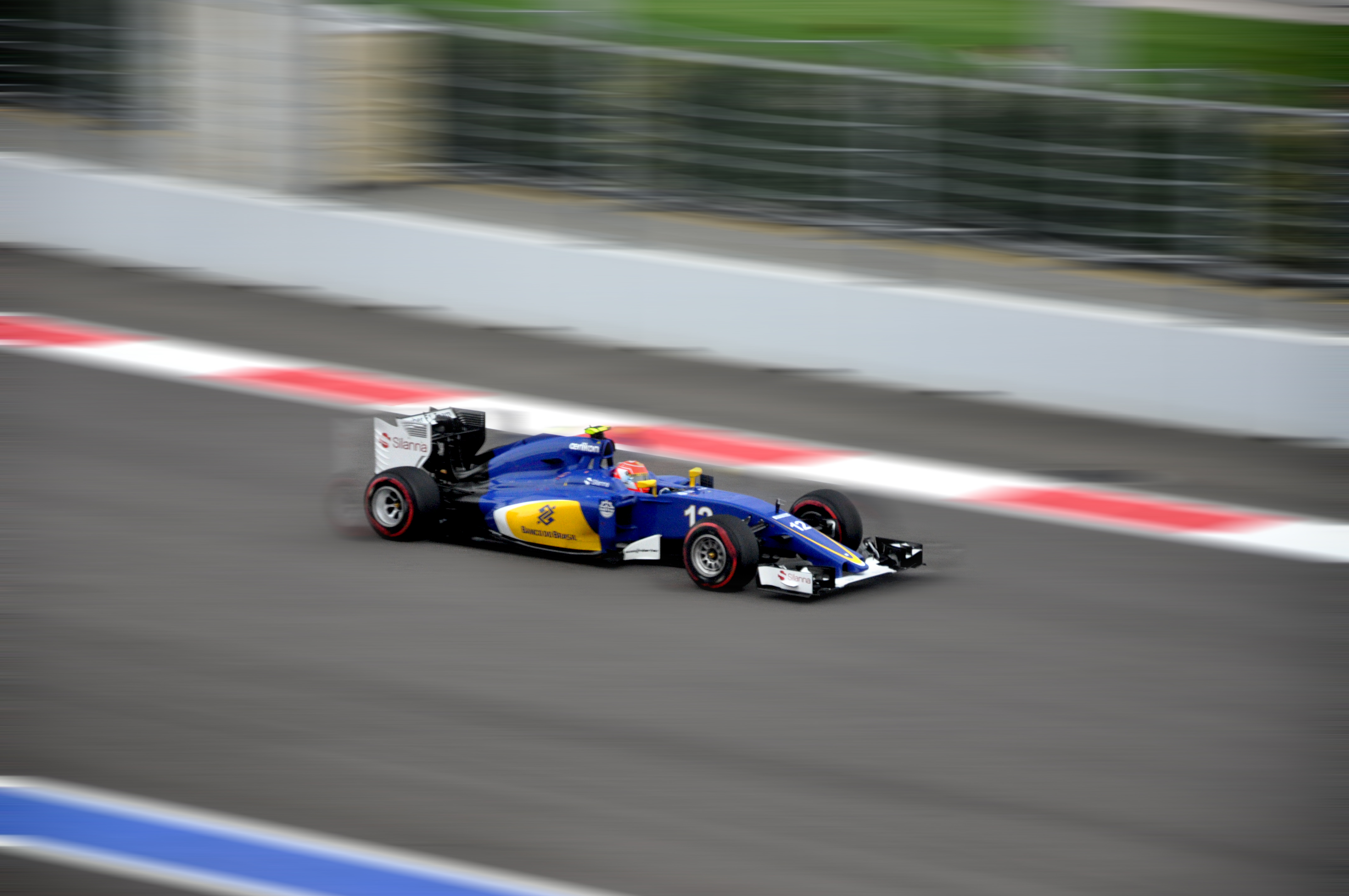
Felipe Nasr podczas Grand Prix Rosji 2015

Grand Prix Rosji 2015 (oficjalnie 2015 Formula 1 Russian Grand Prix) – piętnasta eliminacja Mistrzostw Świata Formuły 1 w sezonie 2015. Grand Prix odbyło się w dniach 9–11 października 2015 roku na torze Sochi Autodrom w Soczi.

## Lista startowa
Źródło: Wyprzedź Mnie!
| Nr | Kierowca         | Zespół                        | Samochód               | Silnik                         | Opony |
| -- | ---------------- | ----------------------------- | ---------------------- | ------------------------------ | ----- |
| 3  | Daniel Ricciardo | Infiniti Red Bull Racing      | Red Bull RB11          | Renault Energy F1-2015 1.6T V6 | P     |
| 5  | Sebastian Vettel | Scuderia Ferrari              | Ferrari SF15-T         | Ferrari 059/4 1.6T V6          | P     |
| 6  | Nico Rosberg     | Mercedes AMG Petronas F1 Team | Mercedes F1 W06 Hybrid | Mercedes-Benz PU106B 1.6T V6   | P     |
| 7  | Kimi Räikkönen   | Scuderia Ferrari              | Ferrari SF15-T         | Ferrari 059/4 1.6T V6          | P     |
| 8  | Romain Grosjean  | Lotus F1 Team                 | Lotus E23 Hybrid       | Mercedes-Benz PU106B 1.6T V6   | P     |
| 9  | Marcus Ericsson  | Sauber F1 Team                | Sauber C34             | Ferrari 059/4 1.6T V6          | P     |
| 11 | Sergio Pérez     | Sahara Force India F1 Team    | Force India VJM08      | Mercedes-Benz PU106B 1.6T V6   | P     |
| 12 | Felipe Nasr      | Sauber F1 Team                | Sauber C34             | Ferrari 059/4 1.6T V6          | P     |
| 13 | Pastor Maldonado | Lotus F1 Team                 | Lotus E23 Hybrid       | Mercedes-Benz PU106B 1.6T V6   | P     |
| 14 | Fernando Alonso  | McLaren Mercedes              | McLaren MP4-30         | Honda RA615H 1.6T V6           | P     |
| 19 | Felipe Massa     | Williams Martini Racing       | Williams FW37          | Mercedes-Benz PU106B 1.6T V6   | P     |
| 22 | Jenson Button    | McLaren Mercedes              | McLaren MP4-30         | Honda RA615H 1.6T V6           | P     |
| 26 | Daniił Kwiat     | Infiniti Red Bull Racing      | Red Bull RB11          | Renault Energy F1-2015 1.6T V6 | P     |
| 27 | Nico Hülkenberg  | Sahara Force India F1 Team    | Force India VJM08      | Mercedes-Benz PU106B 1.6T V6   | P     |
| 28 | Will Stevens     | Manor Marussia F1 Team        | Marussia MR03B         | Ferrari 059/3 1.6T V6          | P     |
| 33 | Max Verstappen   | Scuderia Toro Rosso           | Toro Rosso STR10       | Renault Energy F1-2015 1.6T V6 | P     |
| 44 | Lewis Hamilton   | Mercedes AMG Petronas F1 Team | Mercedes F1 W06 Hybrid | Mercedes-Benz PU106B 1.6T V6   | P     |
| 55 | Carlos Sainz Jr. | Scuderia Toro Rosso           | Toro Rosso STR10       | Renault Energy F1-2015 1.6T V6 | P     |
| 77 | Valtteri Bottas  | Williams Martini Racing       | Williams FW37          | Mercedes-Benz PU106B 1.6T V6   | P     |
| 98 | Roberto Merhi    | Manor Marussia F1 Team        | Marussia MR03B         | Ferrari 059/3 1.6T V6          | P     |
| Nr | Kierowca         | Zespół                        | Samochód               | Silnik                         | Opony |

## Wyniki

### Sesje treningowe
Źródło: Wyprzedź Mnie!
| Sesja | Nr | Kierowca     | Konstruktor             | Czas     | Okr. |
| ----- | -- | ------------ | ----------------------- | -------- | ---- |
| 1     | 6  | Nico Rosberg | Mercedes                | 1:44,407 | 11   |
| 2     | 19 | Felipe Massa | Williams Martini Racing | 2:00,458 | 6    |
| 3     | 6  | Nico Rosberg | Mercedes                | 1:38,561 | 15   |

### Kwalifikacje
Źródło: Wyprzedź Mnie!
| Poz. | Nr | Kierowca         | Konstruktor          | Q1       | Q2       | Q3       | Poz. s. |
| --- | --- | ---------------- | -------------------- | -------- | -------- | -------- | ------- |
| 1 | 6 | Nico Rosberg     | Mercedes             | 1:38,343 | 1:37,500 | 1:37,113 | 1       |
| 2 | 44 | Lewis Hamilton   | Mercedes             | 1:38,558 | 1:37,672 | 1:37,433 | 2       |
| 3 | 77 | Valtteri Bottas  | Williams–Mercedes    | 1:38,448 | 1:38,194 | 1:37,912 | 3       |
| 4 | 5 | Sebastian Vettel | Ferrari              | 1:38,598 | 1:38,402 | 1:37,965 | 4       |
| 5 | 7 | Kimi Räikkönen   | Ferrari              | 1:39,207 | 1:38,224 | 1:38,348 | 5       |
| 6 | 27 | Nico Hülkenberg  | Force India–Mercedes | 1:39,250 | 1:38,727 | 1:38,659 | 6       |
| 7 | 11 | Sergio Pérez     | Force India–Mercedes | 1:39,617 | 1:38,914 | 1:38,691 | 7       |
| 8 | 8 | Romain Grosjean  | Lotus–Mercedes       | 1:39,056 | 1:38,754 | 1:38,787 | 8       |
| 9 | 33 | Max Verstappen   | Toro Rosso–Renault   | 1:39,411 | 1:39,119 | 1:38,924 | 9       |
| 10 | 3 | Daniel Ricciardo | Red Bull–Renault     | 1:39,574 | 1:39,005 | 1:39,728 | 10      |
| 11 | 26 | Daniił Kwiat     | Red Bull–Renault     | 1:39,580 | 1:39,214 | –        | 11      |
| 12 | 12 | Felipe Nasr      | Sauber–Ferrari       | 1:40,042 | 1:39,323 | –        | 12      |
| 13 | 22 | Jenson Button    | McLaren–Honda        | 1:39,739 | 1:39,763 | –        | 13      |
| 14 | 13 | Pastor Maldonado | Lotus–Mercedes       | 1:39,724 | 1:39,811 | –        | 14      |
| 15 | 19 | Felipe Massa     | Williams–Mercedes    | 1:38,926 | 1:39,895 | –        | 15      |
| 16 | 14 | Fernando Alonso  | McLaren–Honda        | 1:40,144 | –        | –        | 19      |
| 17 | 9 | Marcus Ericsson  | Sauber–Ferrari       | 1:40,660 | –        | –        | 16      |
| 18 | 28 | Will Stevens     | Marussia–Ferrari     | 1:43,693 | –        | –        | 17      |
| 20 | 55 | Carlos Sainz Jr. | Toro Rosso–Renault   | –        | –        | –        | 20      |
| Poz. | Nr | Kierowca         | Konstruktor          | Q1       | Q2       | Q3       | Poz. s. |
| \| Legenda \| Legenda \| \| ------------------------ \| ---------------------------------------------------------------------------------------------------------------------------------------------------------------------------------------------------------------------------------------------------------------- \| \| Poz. Nr Q1 Q2 Q3 Poz. s. \| Pozycja zajęta w sesji kwalifikacyjnej Numer startowy kierowcy Wynik uzyskany w pierwszej części kwalifikacji Wynik uzyskany w drugiej części kwalifikacji Wynik uzyskany w trzeciej części kwalifikacji Pozycja startowa po uwzględnięniu kar, przesunięć, itp. \| | |                  |                      |          |          |          |         |
| Legenda | |                  |                      |          |          |          |         |
| Poz. Nr Q1 Q2 Q3 Poz. s. | Pozycja zajęta w sesji kwalifikacyjnej Numer startowy kierowcy Wynik uzyskany w pierwszej części kwalifikacji Wynik uzyskany w drugiej części kwalifikacji Wynik uzyskany w trzeciej części kwalifikacji Pozycja startowa po uwzględnięniu kar, przesunięć, itp. |                  |                      |          |          |          |         |

### Wyścig
Źródło: Wyprzedź Mnie!
| P                 | + / – | Nr | Kierowca         | Konstruktor          | Okr. | Czas / Strata | Komentarz               |
| ----------------- | ----- | -- | ---------------- | -------------------- | ---- | ------------- | ----------------------- |
| 1                 | 1     | 44 | Lewis Hamilton   | Mercedes             | 53   | 1h37m11,024   |                         |
| 2                 | 2     | 5  | Sebastian Vettel | Ferrari              | 53   | +0:05,953     |                         |
| 3                 | 4     | 11 | Sergio Pérez     | Force India–Mercedes | 53   | +0:28,918     |                         |
| 4                 | 11    | 19 | Felipe Massa     | Williams–Mercedes    | 53   | +0:38,831     |                         |
| 5                 | 6     | 26 | Daniił Kwiat     | Red Bull–Renault     | 53   | +0:47,566     |                         |
| 6                 | 6     | 12 | Felipe Nasr      | Sauber–Ferrari       | 53   | +0:56,508     |                         |
| 7                 | 7     | 13 | Pastor Maldonado | Lotus–Mercedes       | 53   | +1:01,088     |                         |
| 8                 | 3     | 7  | Kimi Räikkönen   | Ferrari              | 53   | +1:12,358     |                         |
| 9                 | 4     | 22 | Jenson Button    | McLaren–Honda        | 53   | +1:19,467     |                         |
| 10                | 1     | 33 | Max Verstappen   | Toro Rosso–Renault   | 53   | +1:28,424     |                         |
| 11                | 5     | 14 | Fernando Alonso  | McLaren–Honda        | 53   | +1:31,210     |                         |
| 12                | 9     | 77 | Valtteri Bottas  | Williams–Mercedes    | 52   | +1 okr        | kolizja z Räikkönenem   |
| 13                | 6     | 55 | Roberto Merhi    | Marussia–Ferrari     | 52   | +1 okr        |                         |
| 14                | 4     | 28 | Will Stevens     | Marussia–Ferrari     | 51   | +2 okr        |                         |
| 15                | 5     | 3  | Daniel Ricciardo | Red Bull–Renault     | 47   | +6 okr        | awaria zawieszenia      |
| Niesklasyfikowani |       |    |                  |                      |      |               |                         |
|                   |       | 55 | Carlos Sainz Jr. | Toro Rosso–Renault   | 45   | +8 okr        | awaria hamulców         |
|                   |       | 8  | Romain Grosjean  | Lotus–Mercedes       | 11   | +42 okr       | wypadek                 |
|                   |       | 6  | Nico Rosberg     | Mercedes             | 7    | +46 okr       | awaria przepustnicy     |
|                   |       | 27 | Nico Hülkenberg  | Force India–Mercedes | 0    | +53 okr       | kolizja z Ericssonem    |
|                   |       | 9  | Marcus Ericsson  | Sauber–Ferrari       | 0    | +53 okr       | kolizja z Hulkenbergiem |
| P                 | + / – | Nr | Kierowca         | Konstruktor          | Okr. | Czas / Strata | Komentarz               |

### Najszybsze okrążenie
Źródło: Wyprzedź Mnie!
| Nr | Kierowca         | Konstruktor | Czas     | Okr. |
| -- | ---------------- | ----------- | -------- | ---- |
| 5  | Sebastian Vettel | Ferrari     | 1:40,071 | 51   |

## Prowadzenie w wyścigu
Źródło: Racing–Reference.info
| Nr                              | Kierowca       | Okrążenia | Suma |
| ------------------------------- | -------------- | --------- | ---- |
| 44                              | Lewis Hamilton | 5-53      | 48   |
| 6                               | Nico Rosberg   | 1-5       | 5    |
| \| Wykres \| \| ------ \| \| \| |                |           |      |
| Wykres                          |                |           |      |
|                                 |                |           |      |

## Klasyfikacja po zakończeniu wyścigu

### Kierowcy
| P                 | +/− | Kierowca         | Starty | Punkty | P1 | P2 | P3 | PP | NO | NS |
| ----------------- | --- | ---------------- | ------ | ------ | -- | -- | -- | -- | -- | -- |
| 1                 | 0   | Lewis Hamilton   | 15     | 302    | 9  | 3  | 1  | 11 | 6  | 1  |
| 2                 | +1  | Sebastian Vettel | 15     | 236    | 3  | 3  | 5  | 1  | 1  | –  |
| 3                 | −1  | Nico Rosberg     | 15     | 229    | 3  | 6  | 2  | 3  | 3  | 1  |
| 4                 | 0   | Kimi Räikkönen   | 15     | 123    | –  | 1  | 1  | –  | 2  | 3  |
| 5                 | 0   | Valtteri Bottas  | 14     | 111    | –  | –  | 1  | –  | –  | –  |
| 6                 | 0   | Felipe Massa     | 15     | 109    | –  | –  | 2  | –  | –  | 1  |
| 7                 | +1  | Daniił Kwiat     | 14     | 76     | –  | 1  | –  | –  | –  | 1  |
| 8                 | −1  | Daniel Ricciardo | 15     | 73     | –  | 1  | 1  | –  | 3  | 2  |
| 9                 | +1  | Sergio Pérez     | 15     | 54     | –  | –  | 1  | –  | –  | 1  |
| 10                | −1  | Romain Grosjean  | 15     | 44     | –  | –  | 1  | –  | –  | 5  |
| 11                | 0   | Nico Hülkenberg  | 14     | 38     | –  | –  | –  | –  | –  | 4  |
| 12                | 0   | Max Verstappen   | 15     | 33     | –  | –  | –  | –  | –  | 4  |
| 13                | 0   | Felipe Nasr      | 14     | 25     | –  | –  | –  | –  | –  | –  |
| 14                | 0   | Pastor Maldonado | 15     | 22     | –  | –  | –  | –  | –  | 8  |
| 15                | 0   | Carlos Sainz Jr. | 15     | 12     | –  | –  | –  | –  | –  | 6  |
| 16                | 0   | Fernando Alonso  | 14     | 11     | –  | –  | –  | –  | –  | 6  |
| 17                | 0   | Marcus Ericsson  | 15     | 9      | –  | –  | –  | –  | –  | 2  |
| 18                | 0   | Jenson Button    | 14     | 8      | –  | –  | –  | –  | –  | 5  |
| 19                | 0   | Roberto Merhi    | 12     | 0      | –  | –  | –  | –  | –  | 1  |
| 20                | 0   | Will Stevens     | 13     | 0      | –  | –  | –  | –  | –  | 1  |
| 21                | 0   | Alexander Rossi  | 2      | 0      | –  | –  | –  | –  | –  | –  |
| Niesklasyfikowani |     |                  |        |        |    |    |    |    |    |    |
|                   |     | Kevin Magnussen  | –      | –      | –  | –  | –  | –  | –  | –  |
| P                 | +/− | Kierowca         | Starty | Punkty | P1 | P2 | P3 | PP | NO | NS |

### Konstruktorzy
| P  | +/− | Konstruktor             | Starty | Punkty | P1 | P2 | P3 | PP | NO | NS |
| -- | --- | ----------------------- | ------ | ------ | -- | -- | -- | -- | -- | -- |
| 1  | 0   | Mercedes                | 30     | 531    | 12 | 9  | 3  | 14 | 9  | 2  |
| 2  | 0   | Ferrari                 | 30     | 359    | 3  | 4  | 6  | 1  | 3  | 3  |
| 3  | 0   | Williams Mercedes       | 29     | 220    | –  | –  | 3  | –  | –  | 1  |
| 4  | 0   | Red Bull Racing Renault | 29     | 149    | –  | 2  | 1  | –  | 3  | 3  |
| 5  | 0   | Force India Mercedes    | 29     | 92     | –  | –  | 1  | –  | –  | 5  |
| 6  | 0   | Lotus Mercedes          | 30     | 66     | –  | –  | 1  | –  | –  | 13 |
| 7  | 0   | STR Renault             | 30     | 45     | –  | –  | –  | –  | –  | 10 |
| 8  | 0   | Sauber Ferrari          | 29     | 34     | –  | –  | –  | –  | –  | 2  |
| 9  | 0   | McLaren Honda           | 28     | 19     | –  | –  | –  | –  | –  | 11 |
| 10 | 0   | Marussia Ferrari        | 27     | 0      | –  | –  | –  | –  | –  | 2  |
| P  | +/− | Konstruktor             | Starty | Punkty | P1 | P2 | P3 | PP | NO | NS |